# 巨大グモの襲撃
「巨大グモの襲撃」（きょだいグモのしゅうげき、原題："Arachnids in the UK"）は、イギリスのSFドラマ『ドクター・フー』の第11シリーズ第4話。脚本は番組製作総責任者兼エグゼクティブ・プロデューサーのクリス・チブナルが、監督はサリー・アプラハミアンが担当し、2018年10月28日にBBC Oneで初放送された。
本作ではタイムトラベラーの異星人13代目ドクター（演：ジョディ・ウィテカー）と人間の友人グレアム・オブライエン（演：ブラッドリー・ウォルシュ）とその孫ライアン・シンクレア（演：トシン・コール）とその幼馴染ヤズミン・カーン（演：マンディップ・ギル）がシェフィールドに帰還する。シェフィールドの街では巨大グモが深刻な被害をもたらしており、彼らはホテルの地下に大富豪ジャック・ロバートソン（演：クリス・ノース）が隠蔽した有毒性廃棄物の影響でクモが巨大化したことを突き止める。
本作ではシャロン・D・クラークがグレース役で再出演した。また、クリス・ノースがジャック・ロバートソン役で初出演し、後に2021年新春スペシャル "Revolution of the Daleks" で再出演することになる。視聴者数は822万人で、批評家からは一般に肯定的なレビューをされた。

## 配役
「新生ドクター、地球に落ちる」の放送の後、クリス・ノースとショブナ・グラティが第11シリーズに出演することが明かされた。クリス・ノースは大富豪ジャック・ロバートソン役で出演し、後に2021年新春スペシャル "Revolution of the Daleks" にて同じ役で再出演した。

## 放送と反応
| 専門評論家によるレビュー           | 専門評論家によるレビュー |
| レビュー・スコア                   | レビュー・スコア         |
| 出典                               | 評価                     |
| ---------------------------------- | ------------------------ |
| エンターテインメント・ウィークリー | B-                       |
| デイリー・ミラー                   | [ 5 ]                    |
| ラジオ・タイムズ                   | [ 6 ]                    |
| スターバースト                     | 7/10                     |
| インデペンデント                   | [ 8 ]                    |
| タイムズ                           | [ 9 ]                    |
| TV Fanatic                         | [ 10 ]                   |

「巨大グモの襲撃」は当夜の視聴者数643万人と番組視聴占拠率29.3%を記録し、全チャンネルでその晩では2番目、その週では3番目に多いリアルタイム視聴者を獲得した番組となった。Audience Appreciation Indexのスコアは83であった。タイムシフト視聴者を加算すると視聴者数は822万人に及び、その週の全チャンネルで4番目に多く視聴された番組になった。
アメリカ合衆国ではBBCアメリカで放送され、リアルタイム視聴者数は90万人に達した。日本では2019年3月1日からHuluで字幕版・吹替版共に配信が開始された。